# Bateria Biermann
En astrofísica, la bateria Biermann és un procés pel qual un camp magnètic es pot generar una llavor feble a partir de condicions inicials nul·les. El moviment relatiu entre electrons i ions és conduït per rotació. El procés va ser descobert per Ludwig Biermann el 1950.